# 贝里公爵
贝里公爵（法語：Duc de Berry）或贝里女公爵（法語：Duchesse de Berry）是历史上的一个法国公爵头衔，其公国位于以布尔日为中心的贝里。它常授予年纪较小的法国皇室成员，且常授予女性。它由约翰二世创建，第一任持有者是约翰二世的三子约翰，其最后一任持有者是贝里公爵夏尔-斐迪南，但实际上法国王室被推翻后，这个头衔仍为后世的法王子孙沿用。